# Пикијун (Мисисипи)
Пикијун (енгл. Picayune) град је у америчкој савезној држави Мисисипи.

## Демографија
По попису из 2010. године број становника је 10.878, што је 343 (3,3%) становника више него 2000. године.
| Група             | 2000.         | 2010.         |
| Белци             | 6.471 (61,4%) | 6.269 (57,6%) |
| Афроамериканци    | 3.784 (35,9%) | 3.996 (36,7%) |
| Азијати           | 32 (0,3%)     | 66 (0,6%)     |
| Хиспаноамериканци | 121 (1,1%)    | 333 (3,1%)    |
| Укупно            | 10.535        | 10.878        |